# Schloss Langenselbold
Das Schloss Langenselbold wurde von den Grafen zu Isenburg-Birstein (ab 1744 Fürsten) in Langenselbold in den Jahren 1722 bis 1752 (mit Unterbrechungen) errichtet.

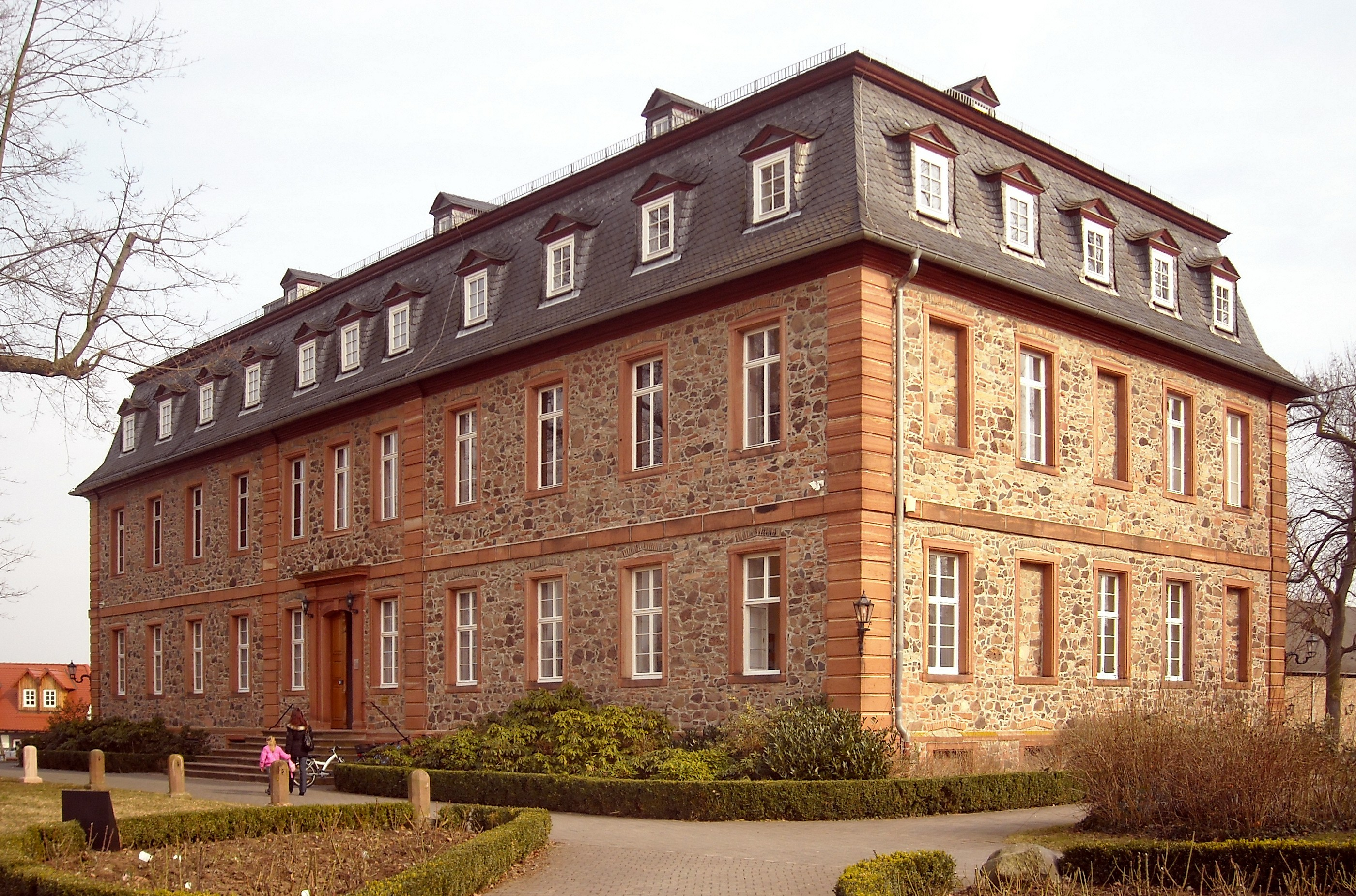
Schloss Langenselbold

Bauplatz war das Gelände des 1543 aufgelösten Prämonstratenser-Chorherrenstifts Selbold. Architekt war der Baumeister der Grafschaft Hanau, Christian Ludwig Hermann, der zu diesem Projekt und für das parallele Bauvorhaben der Evangelischen Pfarrkirche Langenselbold für Graf Wolfgang Ernst zu Isenburg-Birstein arbeitete.
Die Anlage besteht aus sechs einzelnen Gebäuden, die sich zum Teil paarweise um die vier Seiten eines 95 × 127 m großen Innenhofes gruppieren. Hier wurde ursprünglich ein Barock-Garten angelegt, dessen zentraler Brunnen später in das Schloss Birstein versetzt wurde. An der östlichen und westlichen Langseite des Hofes stehen Scheunen und Remisen, an der südlichen Schmalseite ein Gebäude, das ehemals Gesindewohnungen enthielt und heute als Gaststätte genutzt wird. All diese Gebäude sind einstöckig. Die Nordseite der Anlage bilden zwei zweigeschossige Bauten mit Mansarddächern. Das westliche, von 1722, ist das älteste der Anlage und diente als Fruchtspeicher.  Das östliche, von 1749, ist das jüngste des Ensembles und war das herrschaftliche Wohngebäude. Im Innern befinden sich mehrere Räume mit Rokoko-Ausstattung, Seidentapeten und Gemälden aus der Erbauungszeit, darunter auch ein Porträt des Kurfürst-Erzbischofs Clemens August von Köln von George Desmarées und eines des Landgrafen Wilhelm VIII. von Hessen-Kassel von Johann Heinrich Tischbein dem Jüngeren. Ein weiterer Teil der Ausstattung stammt aus dem Kreis um Johann August Nahl.
Christian Ludwig von Isenburg-Birstein bezog das Schloss 1757, nachdem er den Militärdienst quittiert hatte. Sein Vater Graf Wolfgang Ernst besorgte die Einrichtung.
1940 kaufte die Stadt Langenselbold den Fruchtspeicher und baute ihn nach dem Zweiten Weltkrieg zum Rathaus um, 1976 kaufte sie den Rest der Anlage. Dabei blieb ein lebenslanges Wohnrecht für einige Mitglieder der fürstlichen Familie bestehen. Dazu zählte auch die Kunsthistorikerin Margarete Prinzessin von Isenburg. Im ehemaligen herrschaftlichen Wohngebäude befinden sich heute die städtische Bücherei, Versammlungsräume und ein Festsaal.